# Villadepán
Villadepán es una localidad del municipio leonés de Riello, en la comunidad autónoma de Castilla y León. La iglesia está dedicada a santa María.

## Localidades limítrofes

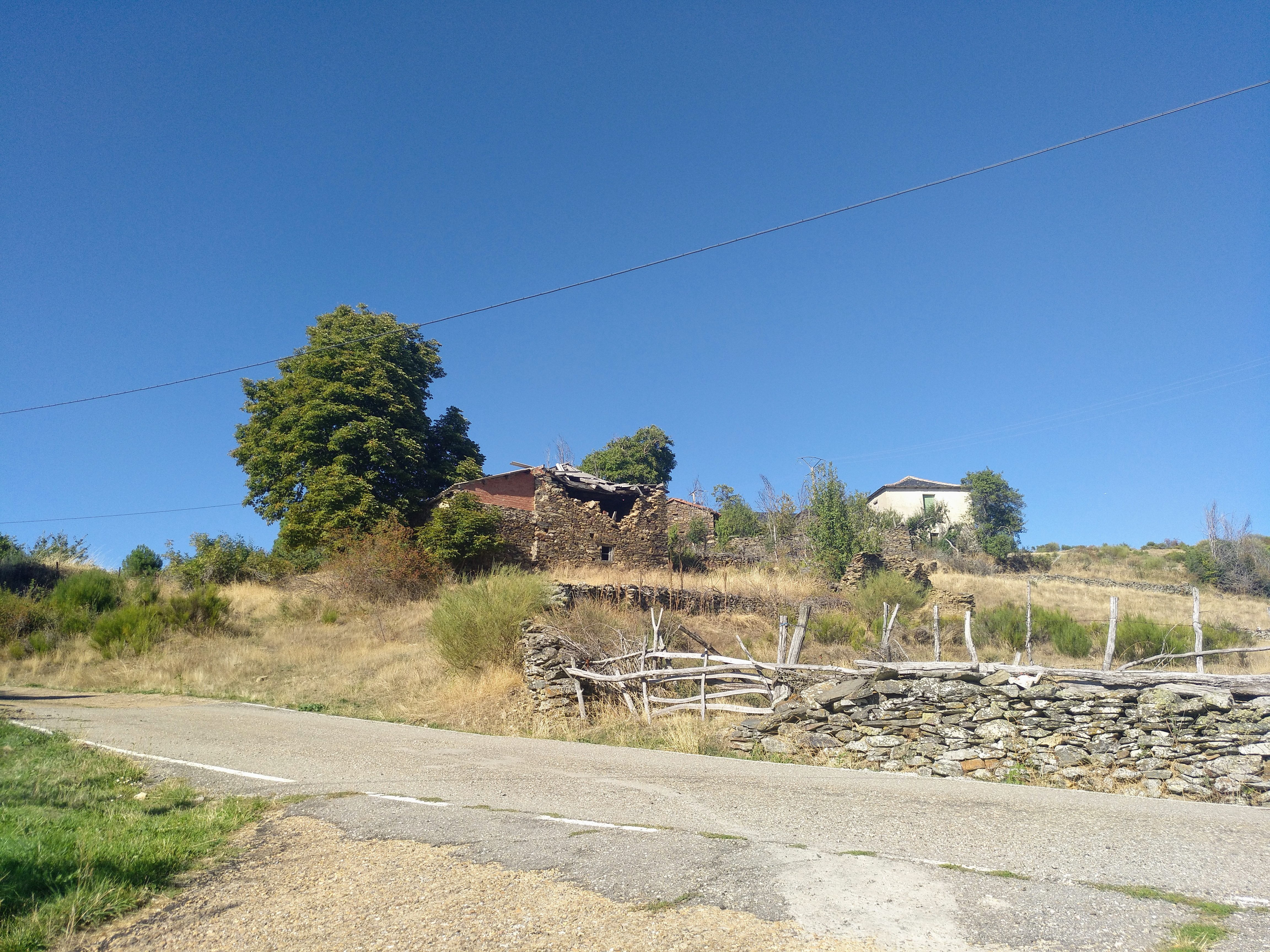

Confina con las siguientes localidades:
- Al norte con Sosas del Cumbral.
- Al este con Manzaneda de Omaña.
- Al sureste con Garueña.
- Al sur con Valbueno.
- Al suroeste con Omañón.
- Al noroeste con Sabugo.

## Historia
Así se describe a Villadepán en el tomo XVI del Diccionario geográfico-estadístico-histórico de España y sus posesiones de Ultramar, obra impulsada por Pascual Madoz a mediados del siglo XIX:

Lugar en la provincia de León (8 leguas), partido judicial y ayuntamiento de Murias de Paredes (2), diócesis de Oviedo (16), audiencia territorial y capitanía general de Valladolid (30); Situado en una elevada montaña; su clima es muy frío, y sus enfermedades fiebres catarrales, dolores de costado y reumas. Tiene 16 casas; iglesia parroquial (Santa María) matriz del barrio de Valbueno, servida por un cura de ingreso y patronato laical; una ermita (el Santo Cristo de Labajos), y una fuente de muy buenas aguas. Confina con Sosas, Garueña, Rodicol y Sabugo. El terreno es de mala calidad; los caminos son locales; recibe la correspondencia de Riello. Producciones: centeno, patatas y pastos; cría ganados, y caza mayor y menor. Industria: 2 molinos harineros. Población: 13 vecinos, 52 almas. Contribución: con el ayuntamiento.
Diccionario geográfico-estadístico-histórico de España y sus posesiones de Ultramar

## Demografía

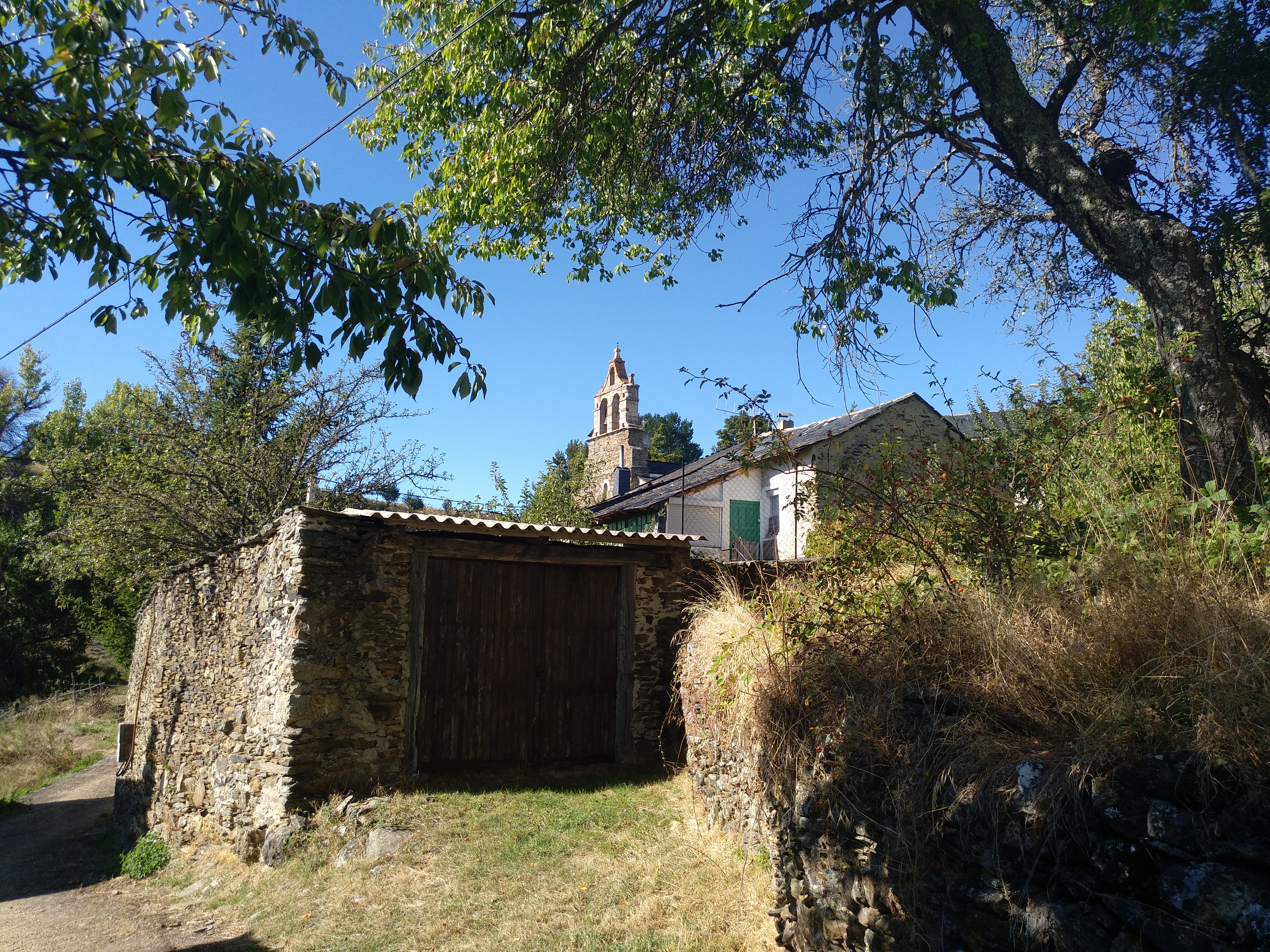

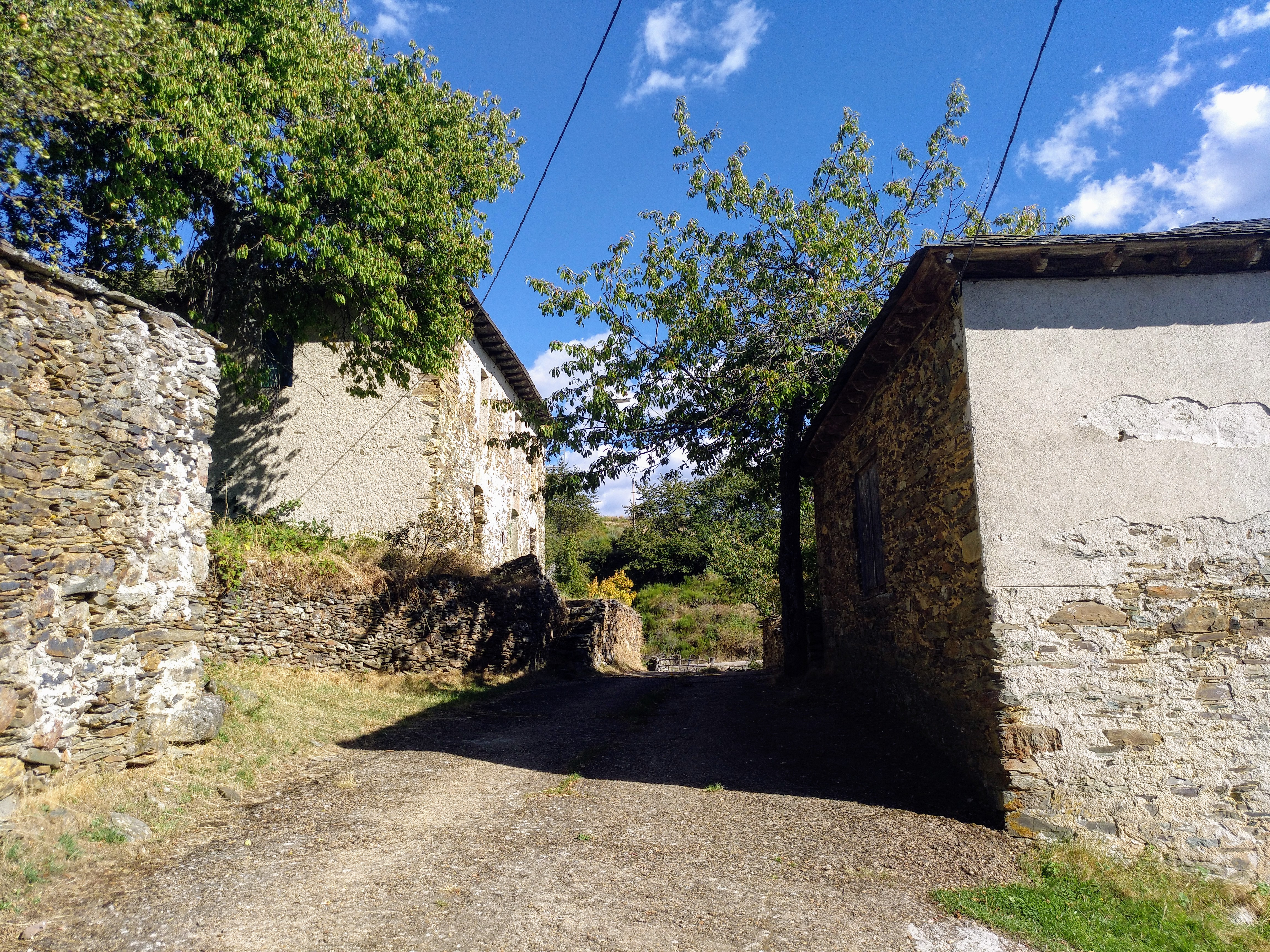

Evolución de la población
| Gráfica de evolución demográfica de Villadepán entre 2000 y 2020   |
|                                                                    |
| Población de derecho (2000-2020) según el padrón municipal del INE |